# Simon Lehnhart von Lenningsfeld
Simon Lehnhart von Lenningsfeld (11. září 1844 Vídeň – 15. dubna 1919 Vídeň) byl rakousko-uherský admirál. U c. k. námořnictva sloužil od roku 1862, v mládí se zúčastnil několika válek, později absolvoval cesty kolem světa, zastával velitelské posty na různých válečných lodích a v roce 1893 byl povýšen do šlechtického stavu. Působil v námořní administraci i jako pedagog, služební postup završil jako prezident Námořní technické kontrolní komise (1899–1901). V roce 1902 odešel do penze v hodnosti kontradmirála. 

## Biografie

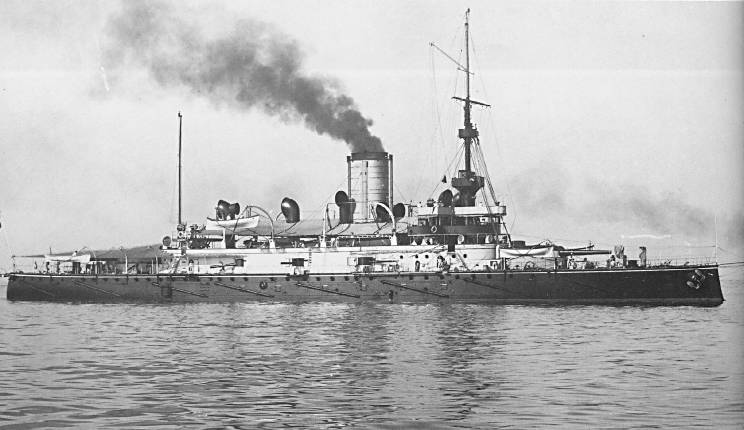
Křižník SMS Budapest, vlajková loď Simona Lehnharta v letech 1898–1899

Pocházel z vídeňské měšťanské rodiny, byl synem ekonoma Simona Lehnharta (1798–1864). Po absolvované reálce studoval jeden rok na vídeňské Polytechnice a v roce 1862 vstoupil k námořnictvu. Prošel průpravou na výcvikových lodích a v roce 1863 se stal kadetem, o rok později se na lodi SMS Kaiser zúčastnil dánsko-německé války (1864). Během války s Itálií se na fregatě SMS Donau zúčastnil bitvy u Visu (1866). Kromě služby na dalších lodích působil také u námořnho arzenálu v Pule a jednotek námořní pěchoty. Mezitím v roce 1869 získal hodnost praporčíka.
V letech 1874–1876 se jako navigační důstojník na korvetě SMS Erzherzog Friedrich zúčastnil dvouleté cesty kolem světa. Cílem této expedice bylo navázání obchodních vztahů s Japonskem a Siamským královstvím, ale také astronomické pozorování přechodu Venuše mezi Zemí a Sluncem. Z domovského přístavu v Pule se výprava vydala přes nově vybudovaný Suezský průplav kolem břehů Indie a Číny. V Tokiu byla posádka lodi přijata k audienci císařem císařem Mucihitem. Z východní Asie pokračovala cesta přes Tichý oceán k břehům severní Ameriky se zastávkou v San Franciscu. Během další cesty kolem jižní Ameriky následovala další zastávka ve Valparaísu, přes Atlantský oceán s přistáním na Azorech a Alžíru se výprava vrátila v červnu 1876 do Puly. Po návratu z cesty byl přidělen k dělostřelecké komisi v Pule a v letech 1880–1881 byl prvním důstojníkem na staniční lodi SMS Taurus v Istanbulu.
V letech 1883–1886 působil v nižších funkcích v námořní sekci na ministerstvu války ve Vídni a mezitím postupoval v hodnostech (poručík II. třídy 1879, poručík I. třídy 1882).  V letech 1886–1887 byl přidělen ke štábu eskadry a dalších několik let byl prvním důstojníkem na cvičné lodi SMS Novara. K datu 1. května 1890 získal hodnost korvetního kapitána a krátce velel obrněné lodi SMS Kronprinzessin Erzherzogin Stephanie (1891). Dále vystřídal pozice šéfa štábu cvičné eskadry (1891–1892) a ředitele Centrálního námořního archivu (1894–1895). Mezitím byl povýšen na fregatního kapitána (1. května 1894) a jako velitel fregaty SMS Donau vedl plavbu kadetů C. k. námořní akademie (1896). V letech 1897–1898 byl přidělen k Námořnímu technickému výboru a ke dni 1. listopadu 1897 byl povýšen na kapitána řadové lodi. Od května 1898 do května 1899 byl velitelem bitevní lodi SMS Budapest a nakonec zastával funkci prezidenta Námořní technické kontrolní komise (1899–1901). Na jaře 1901 byl odeslán na dlouhodobou dovolenou, k datu 1. května 1902 byl penzionován a při té příležitosti obdržel hodnost kontradmirála.
Po odchodu do výslužby se trvale usadil ve Vídni. Zemřel 15. dubna 1919 ve věku 74 let a byl pohřben na hřbitově ve vídeňské čtvrti Hernals.
V roce 1878 se oženil s Marií Galimberti, z manželství se narodili dva synové. Starší Friedrich Josef (1879–1933) sloužil u c. k. námořnictva, ale ještě před první světovou válkou odešel do USA, kde se uplatnil jako manažer v průmyslu. 

## Tituly a ocenění
V roce 1893 byl povýšen do šlechtického stavu s predikátem Edler von Lenningsfeld. Během služby u námořnictva se stal nositelem několika vyznamenání v Rakousku-Uhersku i v zahraničí.
- Válečná pamětní medaile (1864)
- Medaile za statečnost (1866)
- Válečná medaile (1873)
- Služební odznak pro důstojníky III. třídy (1885)
- Vojenská záslužná medaile (1895)
- Jubilejní pamětní medaile (1898)
- Vojenský záslužný kříž (1902)
- Vojenský jubilejní kříž (1908)

### Zahraničí
- Řád Osmanie IV. třídy (1882, Osmanská říše)
- Řád Medžidie II. třídy (1897, Osmanská říše)
- Řád červené orlice II. třídy (1899, Německo)